# '84高知・黒潮博覧会
'84高知・黒潮博覧会（'84こうちくろしおはくらんかい）は、高知県高知市で開催された博覧会。

## 概要
高知空港のジェット化を機会に高知を広くPRするとともに、高知のあるべき未来像を求めるべく開催。四国4県と高知県内の全市町村と民間企業80社が出展、四国の現状と未来像や宇宙・海洋の未来の姿や土佐の風土などを展示。高知機械工業団地予定地の地盤改良期間を用い、会期は天候の安定した春季とした。
本博覧会の剰余金は高知県産業振興センターの「くろしお博覧会記念基金」として運用され地場産業振興に用いられている。この他須崎市横浪県立自然公園「須の浦いこいの広場」へ大型アスレチック式ジャングルジムを寄付した。
- テーマ：「地方-その望ましき未来」
- 会場：高知県高知市布師田 高知機械工業団地予定地（総面積22万平米[1]・展示面積8万平米）
  - 協賛会場：桂浜水族館[1]
- 会期：1984年3月20日 - 5月13日
- 主催：高知県、高知市、南国市、高知商工会議所、高知新聞社、高知放送
- 来場者数：101万8563人（主会場）[1]
  - 桂浜協賛会場来場者数：約40万人[1]
- テーマ曲：ペギー葉山「ちょっと旅してみませんか」（作詞：堀田敏子 作曲：田村和郎）[1]
- 役員
  - 名誉会長：中内力（高知県知事）[4]
  - 会長：中島暁（高知新聞社社長）[1]

## 施設・パビリオン
- テーマ館「くろしお館」 - 土佐の海と人々の関わりをビデオプロジェクター30台を用い5m×15mのスクリーンで紹介する。博覧会ではトップの入場者数約60万人を数えた[4]。
- サブテーマ館「未来の四国館」 - 骨格や体型からコンピュータが割り出した声を発する坂本龍馬像、三面映画スクリーンと四面スライドスクリーンを背景に俳優が演じる「テックビジョン」等で四国四県を紹介する。
- エレピュタ館 - 衛星放送や無線技術などを紹介、館名はエレクトロニクスとコンピューターの造語とした。日本IBM、日本電気、富士通、松下電器産業が出展。
- 三菱サイエンスプラザ - 来場者の姿をカメラを経由しコンピューターやシンセサイザー等の効果を加え色彩豊かなシルエットを映し出す「スペースシンクロビジョン」や工業用マイクロロボット、高知県出身の創業者岩崎弥太郎の紹介などを展開。
- 電電館「INSシティ」 - 先端技術を駆使した情報通信システムを紹介。博覧会ではトップの入場者数約60万人を数えた[4]。
- ちびっ子ひろば - アスレチック遊具やボール遊びを展開。
- エネルギー館 - 四国電力による電気エネルギー関連の展示館、エネルギーの変遷や四国の未来像のパノラマ模型、原子力発電、クッキングヒーターの実演などを行う電気相談コーナーを展開。
- 宇宙・航空科学館 - 技術試験衛星「きく3号」やNASA提供の月の石・ロケットエンジン、TT500Aロケット、日本航空・全日本空輸・東亜国内航空による航空コーナーを展開。
- 世界のバザール館 - 高知大丸・とでん西武の共同館。世界のアクセサリーや民芸品や食品などを販売。
- 南国みどり館 - 南国市・ヤンマー農機の共同館。エアドーム構造の展示館で田村遺跡群から発見された古代の農耕文化、現代の農業機械、未来の農業としてM式水耕栽培によるトマトの栽培を紹介。
- ふるさと館 - 南国市を除く高知市を中心とした高知県内52市町村による共同館。民話の紹介を中心に各市町村の伝統文化や物産を紹介。
- マツダ館 - コンセプトカーMX-81・MX-2・ボンゴスカイラウンジなどを展示。
- 西山グループトヨタ館 - コンセプトカーSV-3・TAC3・タウンエースウインディなどを展示。
- 三菱自動車館 - 日本初の量販乗用車三菱A型の復元車やスタリオン4WDラリー車などを展示。
- ホンダ館 - 1983年世界ロードレース選手権を制したNS500、ヨーロッパ選手権を制したF2レーシングカー、CR-Xの展示やバイク試乗コーナー、安全運転指導などを展開。
- お祭り広場 - ステージ幅16m奥行き7m・収容人数900席の半野外劇場、郷土芸能やタレントステージを展開。
- 博覧会事務局
- コムコムランド - エレクトロニクスとコンピューターを駆使した情報伝達をテーマにKDD、郵政省、写研、国際科学技術博覧会が出展。
- くらしと産業館 - 地元企業含む生活産業関連企業49社による合同館。
- 森林の広場 - 林業関係企業による合同スペース。森林展示館・木製品展示即売館・茶室・馬路憩の家、丸太ベンチ、楠並木などを展開。
- タバコと塩のパビリオン - 日本専売公社徳島地方局によるタバコと塩の生産状況の紹介や9面マルチビジョン、タバコ生産実演を展開。
- ミニ四国八十八ヵ所 - 弘法大師御入定1150年を記念し、四国八十八箇所各寺の本尊の掛け軸と写真を高知県産木材を用いたブースで展示。
- アマチュア無線コーナー - 日本アマチュア無線連盟高知県支部によりJA5RLのコールサインで期間中世界6,000局との交信や無線搭載車への道路案内を実施、アマチュア無線用人工衛星も展示。
- 売店
- 総合案内所
- レストラン
- 木下大サーカス公演テント
- ふるさと通り - 大正・昭和初期の播磨屋橋付近の町並みを再現、高知の老舗17店が日本酒、かまぼこ、刃物などの特産品を販売。
- 土佐の家 - 高知の風土に適応した住宅の展示。岩崎弥太郎旧邸をモデルに高知県建設労働組合・長野瓦・建設関係12社の協力で高知県産桧・杉を用いた168坪2階建ての住居とした。
- セキスイハイムモデルハウス - 131.32平米2階建ての「ハイムM3パルフェ」を用い暮らしの未来像を展示、閉幕後は定価1700万円のところ本体価格780万円で移築とする計画で100人以上から購入希望があった。
- 本川村売店
- 軽食喫茶
- イベント広場
- メインゲート
- バスターミナル
- 駐車場（6000台）
- ちびっこ広場 - ジャングルジム、ボールプール、バッテリーカーなど幼児向けの遊具を展開。
- 遊園地「プレイランド」（明昌特殊産業運営）
  - ジェットコースター「ループ・ザ・ループ」（コース長250m・最高時速95km・定員24名）
  - ツインドラゴン（最高揺動角度60度）
  - モンスター
  - 観覧車（高さ20m・4人乗りゴンドラ12台）
  - スーパーチェアー（72席）
  - ジェットスター（32席）
  - シネ2000
  - ファンハウス「ミステリーマンション」
  - ゴーカート
  - フアフアダンボ
  - ドッジェムカー
  - バッテリーカー
  - ゲームコーナー
  - カーニバルコーナー（バスケットボール・ダート・ライフル射撃）
- 桂浜水族館（協賛会場）

## 沿革
- 1980年末 - 高知新聞社の中島暁社長が博覧会開催構想を提案[4]。
- 1981年
  - 1月 - 高知新聞傘下の高新企業（現・高知新聞企業）が博覧会準備チームを編成[4]。
  - 3月 - 博覧会基本構想を策定[4]。
  - 夏季 - 中内力高知県知事を始めとして高知市・南国市・高知商工会議所・高知新聞社・高知放送の6者代表者による協議会で共催体制などを承認[4]。
  - 9月1日 - 事務局発足[1]。
- 1982年[1]
  - 3月 - 名称を「'84高知・黒潮博覧会」、略称を「くろしお博」に決定。
  - 4月 - 高知県政記者室にて博覧会構想を報道発表、博覧会事務局正式発足、シンボルマーク決定。
  - 5月 - 実行委員会発足。
  - 6月 - 中央官公庁に後援依頼を実施。
  - 8月 - パビリオン計画が具体化、高知県・高知市が対策チームを設置。
  - 11月10日 - マスコットマーク決定[1]。
- 1983年[1]
  - 2月 ｰ 会期の4日間延長を決定。
  - 4月 - テーマソング発表会開催、高新放送会館に残り日数電光看板を設置。
  - 7月 - キャラバン隊開始、抽選券付き前売り券を発売し軽自動車・航空券・バイク・エプロンなどがプレゼントとなった。
  - 9月 - 会場造成工事完了[1]。
  - 11月 - 総合起工式開催[1]。
- 1984年
  - 1月 - 実施運営本部発足、各パビリオン起工式開催[1]。
  - 3月19日 - RKCホールにて前夜祭開催、この他パレードの開催を計画していたが雨天中止となった。
  - 3月20日 - 開会式[4]。
  - 4月21日 - 入場者50万人突破[4]。
  - 4月19日 - 期間中最高の一日52,431人が入場。
  - 5月5日 - 入場者80万人突破[1]。
  - 5月13日 - 閉会式、入場者100万人突破[1]。
  - 7月30日 - 博覧会剰余金一億円を高知県に寄付[1]。

## 交通アクセス
- 土佐電気鉄道・高知県交通が以下のルートでアクセスバスを運行[5]。
  - 県庁前-はりまや橋-高知駅-会場（土佐電鉄・県交通） - 平日20分間隔・日祭日15分間隔
  - 会場-高知駅前-はりまや橋-長浜-桂浜（県交通） - 平日25分間隔・日祭日20分間隔
  - 高知空港-ごめん-大津バイパス-会場（土佐電鉄） - 1日4本